# Хайруллин, Тимур Артурович
Тиму́р Арту́рович Хайру́ллин (род. 20 апреля 2000, Уфа) — российский хоккеист, защитник «Нефтехимика».

## Клубная карьера
Хайруллин родился 20 апреля 2000 года в городе Уфе Республики Башкортостан. Начал заниматься хоккеем в школе «Салавата Юлаева», а в 2014 году перешёл в магнитогорский «Металлург». Перед началом сезона 2017/18 был переведён в команду Молодёжной хоккейной лиги «Стальные лисы». Дебютировал в МХЛ 4 сентября 2017 года в матче против «Снежных барсов» (0:2). Первую шайбу за «Стальных лис» забросил 25 сентября 2017 года в матче против «Реактора» (6:0). Всего в МХЛ выступал с 2017 по 2020 год, проведя 178 матчей и набрав 54 (8+46) очка, с сезона 2019/20 являлся капитаном магнитогорцев, с почётной нашивкой он провёл 64 матча, набрал 37 (5+32) очков при показателе полезности «+8».
Перед началом сезона 2020/21 был переведён в фарм-клуб «Металлурга» в Высшей хоккейной лиге — «Зауралье». Дебютировал в ВХЛ 5 сентября 2020 года в матче против «Ижстали» (4:1). Первые очки за клуб набрал 22 сентября 2020 года в матче против «Дизеля» (3:4), забросив шайбу и отдав голевую передачу. Всего в сезоне 2020/21 провёл за «Зауралье» 43 матча и набрал девять (4+5) очков, среди защитников команды имел наибольший процент реализованных бросков.
17 июля 2021 года перешёл в новокузнецкий «Металлург», выступающий в Высшей хоккейной лиге. Всего в сезоне 2021/22 провёл за клуб 51 матч и набрал 17 (2+15) очков, став лидером по показателю полезности «+19» в составе «Металлурга». 4 мая 2022 года в результате обмена на нападающего Илью Авраменко стал игроком системы московского «Спартака», заключив двусторонний контракт на два года. Дебютировал в Континентальной хоккейной лиге 6 сентября 2022 года в матче против «Адмирала» (2:1), проведя на площадке шесть минут и 46 секунд. В своём дебютном сезоне КХЛ провёл за «Спартак» 43 матча и набрал семь (2+5) очков, отличившись голами в столичных дерби с ЦСКА и «Динамо». 6 июля 2023 года заключил новый двусторонний контракт с клубом на три года. 26 декабря 2024 года в результате обмена на Артёма Загидулина, стал игроком «Нефтехимика».

## Достижения
- Обладатель Кубка Петрова: 2023